# ISEE 3
Pour les articles homonymes, voir ICE.
ISEE 3 (acronyme de International Sun-Earth Explorer, en français « Explorateur international Soleil-Terre ») est le troisième satellite scientifique du Programme ISEE, une série de trois satellites scientifiques construits par la NASA et l'Agence spatiale européenne (ESA) et lancés en 1977 et 1978 pour étudier les interactions entre le vent solaire et la magnétosphère terrestre. ISEE 3 devient le premier engin spatial à être placé en orbite au point de Lagrange L1. À compter de 1983, sous la nouvelle appellation ICE (International Cometary Explorer), il est réaffecté à l'étude des comètes et survole la comète 21P/Giacobini-Zinner en 1985 et la comète de Halley en 1986. ISEE 3 est le 59e satellite du programme Explorer de la NASA.

## Contexte
La NASA et l'ESA décident en 1971 de développer ensemble une mission spatiale d'étude des interactions entre le vent solaire et la magnétosphère terrestre. Cette mission doit mettre en œuvre pour la première fois deux satellites fonctionnant en tandem, ISEE 1 et ISEE 2, pour déterminer sans ambiguïté si les variations observées par les instruments embarqués sont dues au déplacement des engins spatiaux ou à des variations temporelles. ISEE 1 est construit par la NASA tandis qu'ISEE 2 est fabriqué par l'Agence spatiale européenne. La NASA décide de construire un troisième engin spatial, ISEE 3, pour réaliser simultanément des mesures continues des caractéristiques du vent solaire en amont de la magnétosphère terrestre. À cet effet, ISEE 3 doit être placé sur une orbite autour du point de Lagrange L1 réalisant une première attendue depuis le début des années 1970 par les scientifiques. Les trois engins spatiaux forment le programme ISEE (International Sun-Earth Explorer).

## Objectifs
ISEE 3 a pour objectif d'étudier les interactions entre la magnétosphère terrestre et le vent solaire en amont de la magnétosphère terrestre et contribuer ainsi à remplir les objectifs du programme ISEE :
- étudier les relations entre le Soleil et la Terre aux limites externes de la magnétosphère ;
- examiner la structure détaillée du vent solaire près de la Terre et l'onde de choc qui se forme au niveau de l'interface entre le vent solaire et la magnétosphère terrestre ;
- étudier les mouvements et les mécanismes à l'œuvre dans les couches de plasma ;
- poursuivre l'étude des rayons cosmiques et des éruptions solaires dans l'espace interplanétaire situé à 1 Unité Astronomique du Soleil.

## Déroulement de la mission

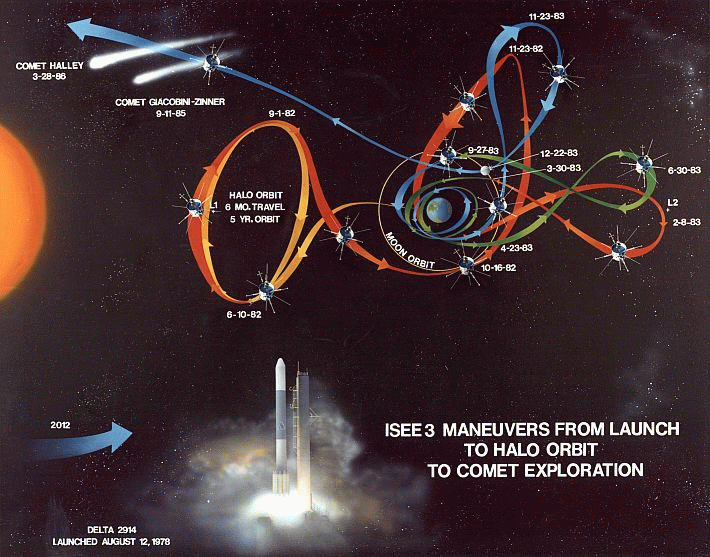
Trajectoire de ICE.

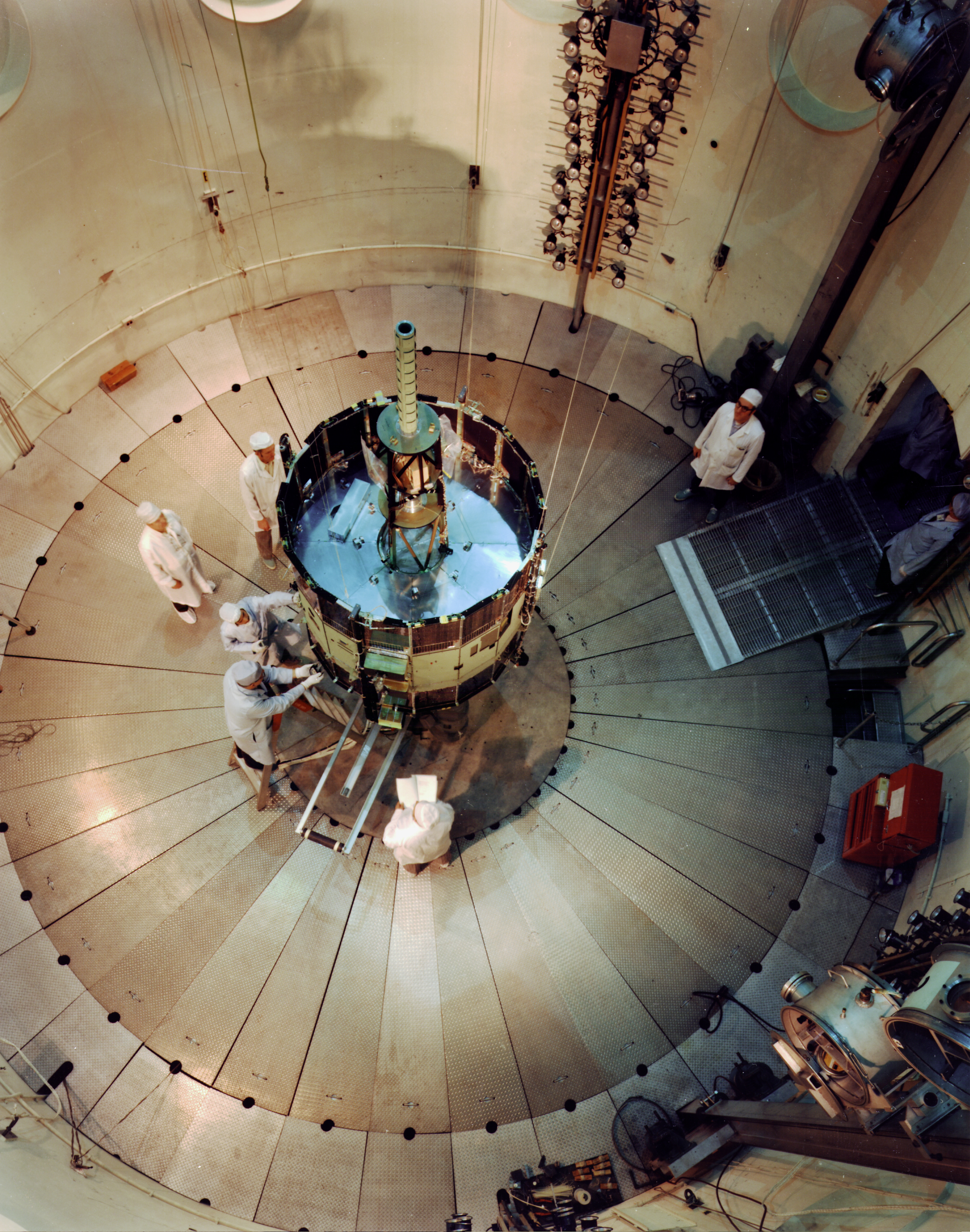
Préparation de ISEE 3 pour des tests dynamiques.

### Étude de la magnétosphère aupoint de LagrangeL1(1978-1982)
ISEE-3 est lancé le 12 août 1978 par une fusée Delta 2914. Le satellite est le premier objet artificiel placé au point de Lagrange L1 du système Soleil-Terre, à environ 1,5 million de km de la Terre dans la direction du Soleil. Ce point où les forces gravitationnelles de la Terre et du Soleil s'équilibrent ne permet pas au satellite de s'y maintenir. Il circule donc sur une orbite de Halo autour de L1 grâce à des corrections périodiques effectuées à l'aide de sa propulsion. Dans ce lieu de l'espace, le satellite peut mesurer les caractéristiques du vent solaire avant que celui-ci n'atteigne la magnétosphère terrestre et n'interagisse avec celle-ci. ISEE 3 atteint cette orbite le 20 novembre. La mission primaire de ISEE 3 s'achève après 3 années passées à effectuer des mesures notamment du vent solaire, des rayons cosmiques et des éruptions gamma.

### Prolongement de la mission
Pour le prolongement de la mission de ISEE 3, trois options s'offrent à la NASA :
- poursuivre les observations au point L1 jusqu'à épuisement des ergols utilisés pour se maintenir sur l'orbite de Halo. La quantité d'hydrazine restante permet de poursuivre la mission durant 10 ans ;
- quitter provisoirement L1 pour étudier la magnétoqueue qui s'étend à l'opposé du point de Lagrange par rapport à la Terre et dont on connaît mal la structure à l'époque ;
- étudier la magnétoqueue puis effectuer un survol de la comète 21P/Giacobini-Zinner et de la comète de Halley.

Les principales agences spatiales mettent en chantier à la fin des années 1970 une mission destinée à survoler la comète de Halley qui doit survoler le Soleil en 1986 après 76 ans d'absence. La NASA développe deux projets mais aucun n'aboutit pour des raisons budgétaires. ISEE 3 ne possède pas d'antenne grand gain ni de mémoire de masse pour stocker les données et une étude démontre que les données recueillies lors du survol de Halley ne pourraient être transmises compte tenu de la distance entre la Terre et la sonde spatiale au moment du survol. En revanche, un survol de la comète 21P/Giacobini-Zinner qui doit revenir vers le Soleil en 1975 peut se dérouler dans des conditions beaucoup plus favorables : proximité de la Terre (71 millions km) et possibilité de se trouver dans le faisceau de transmission du radiotélescope d'Arecibo (fixe).

### Étude de la magnétoqueue (1982-1983)
L'étude de la magnétoqueue est acceptée et ISEE 3 quitte son orbite autour du point de Lagrange L1 le 10 juin 1982. Le projet de survol de la comète, fortement appuyé par la communauté scientifique américaine, est approuvé par la NASA le 30 août 1982. La sonde spatiale passe à proximité de la Lune en octobre 1982, ce qui lui permet d'effectuer une première traversée de la magnétoqueue en février 1983. Grâce à plusieurs passes effectuées par la suite jusqu'à une distante de 240 rayons terrestres, ISEE 2 découvre que la structure interne de la magnétoqueue est pratiquement identique avec celle à proximité de la planète. Les données collectées montrent que les aurores polaires génèrent de grandes bulles de plasma confiné qui se déplacent le long de la magnétoqueue. Plusieurs survols de la Lune permettent à ISEE 3 de modifier sa trajectoire grâce à l'assistance gravitationnelle reçue. Le dernier survol effectué à très faible distance (120 km) le 22 décembre 1983 permet à ISEE 3 d'échapper définitivement à l'attraction de la Terre et de se placer sur une trajectoire lui permettant de survoler la comète 21P/Giacobini-Zinner. Peu après, la mission est rebaptisée ICE (International Cometary Explorer).

### Survol de comètes (1983-1986)
Plusieurs mesures sont effectuées avant le survol de la comète par des observatoires terrestres pour déterminer précisément sa trajectoire. Le 5 mai et le 9 juillet 1985, des corrections de trajectoire sont effectuées et la distance de survol du noyau de la comète est désormais évaluée à 8 000 km. ICE ne dispose pas de caméra mais 8 de ses instruments peuvent recueillir des données utiles. Les premières données sont collectées le 10 septembre et le survol a lieu le 11 septembre.

### Étude du Soleil et du milieu interplanétaire (1991-1997)
En 1991, la mission de ICE est prolongée par la NASA. L'engin spatial doit étudier les éjections de masse coronale par le Soleil, le rayonnement cosmique et effectuer des observations coordonnées avec la sonde spatiale Ulysses. Le 5 mai 1997, la NASA met fin à la mission.

### Survol de la Terre en 2014
Le satellite repasse au voisinage de la Terre en août 2014. Pour la NASA, la mission est terminée bien que la sonde soit toujours opérationnelle et contienne encore du carburant. Le projet « ISEE-3 Reboot» est lancé par des ingénieurs et des scientifiques avec pour objectif de reprendre contact avec la sonde, l'insérer sur une orbite stable et lui permettre de poursuivre sa mission. Mi 2014, la Space College Foundation obtient de la NASA le droit de continuer d'utiliser de façon amateur la sonde. Fin mai 2014, l'équipe projet parvient à rétablir le contact avec la sonde spatiale et à activer son système de contrôle d'attitude puis de correction de trajectoire. Mais peu après le survol de la Lune, le contact avec la sonde spatiale est perdu le 16 septembre 2014.

## Caractéristiques techniques
ISEE 3 est un satellite de forme cylindrique (à 16 facettes) de 1,58 mètre de haut pour 1,77 m de diamètre. Deux antennes de radio science et une antenne radio moyen gain sont fixées à une extrémité du cylindre portant sa hauteur à 14 mètres. Quatre antennes radiales utilisées par les instruments de mesure du plasma et la science radio portent son envergure à 92 mètres. Il reprend l'architecture de la série des 8 satellites IMP (Interplanetary Monitoring Platform) du programme Explorer développés par l'agence spatiale américaine pour étudier la magnétosphère terrestre. D'une masse de 479 kg au lancement, il emporte 89 kg d'hydrazine. Le satellite est stabilisé par rotation. Il dispose de 12 petits propulseurs de 18 newtons de poussée à la fois pour le contrôle d'attitude et les changements de trajectoire. Les ergols dont il dispose lui permettent d'effectuer des changements de vitesse cumulés de 430 m/s. Les télécommunications sont assurées en bande S avec un débit en début de mission de 2 048 bits par seconde qui chutera en 1991 à 64 bit/s,,.

### Instruments scientifiques
ISEE 3 emporte 13 instruments représentant une masse de 104 kg dont les capteurs sont placés à l'équateur du cylindre. Ils sont fournis à la fois par des laboratoires américains et européens. Ces instruments comprennent un magnétomètre, des instruments de mesure du plasma, du vent solaire, des rayons cosmiques à basse, moyenne et haute énergie, des ondes de plasma, de la composition de plasma, des détecteurs de protons et électrons, des éruptions gamma et une expérience de radioastronomie, :
- ANH (X-Rays and Electrons Instrument) ;
- BAH (Solar Wind Plasma Experiment) ;
- HKH (High Energy Cosmic Ray Experiment) ;
- HOH (Low Energy Cosmic Ray Experiment) ;
- DFH (Low Energy Proton Experiment) ;
- MEH (Cosmic Ray Electrons and Nuclei) ;
- OGH (Plasma Composition Experiment) ;
- SCH (Plasma Wave Instrument) ;
- SBH (Radio Mapping Experiment) ;
- SMH (Helium Vector Magnetometer) ;
- STH (Heavy Isotope Spectrometer Telescope, HIST) ;
- TYH (Medium Energy Cosmic Ray Experiment).

### Sources
- (en) ISEE-3 sur le site EO Portal
- (en) Paolo Ulivi et David M. Harland, Robotic Exploration of the Solar System : Hiatus and Renewal, 1983-1996, Chichester, Springer Praxis, 2009, 535 p. (ISBN 978-0-387-78904-0, OCLC 472232662)Description détaillée  des missions (contexte, objectifs, description technique, déroulement, résultats) des sondes spatiales lancées entre 1983 et 1996
- (en) Peter Bond, Solar Surveyors : Observing the Sun from Space, Springer, 2022, 535 p. (ISBN 978-3-030-98787-9)